# Bosanci
Bosanci település Romániában, Bukovinában, Suceava megyében.

## Fekvése
Szucsávától délre fekvő település.

## Leírása
A település mellett egy 24 hektáros ősgyepes természetvédelmi terület található. Az itt található fűfélék ritkaságuk miatt különleges értékűek.

## Nevezetességek
- Szent György-templom.
- Theofilos Sauciuc-Săveanu (1884-1971) történész, a Román Akadémia tagja
- Gheorghe Bujorean (1893-1971) botanikus.